# Avengers in sci-fi
avengers in sci-fi（アヴェンジャーズ・イン・サイファイ）は、2002年に結成された神奈川県出身のロックバンド。愛称は「アヴェンズ」「アベンズ」など。

## メンバー
- 木幡太郎（こはた たろう） - ボーカル・ギター・シンセサイザー（A型）
- 稲見喜彦（いなみ よしひこ） - ボーカル・ベース・シンセサイザー（A型）
- 長谷川正法（はせがわ まさのり） - ドラムス・コーラス（O型）

## 概要
高校の同級生であった木幡と稲見で2002年結成。大学のサークルで木幡が長谷川と出会い、現在のスリーピースの体制となる。
スリーピースという概念とは大きくかけ離れた、大量のエフェクターやシンセサイザーを駆使した電子音のサウンドが特徴的である。
旧バンド名はAtom Heart Mother。バンド名はAt The Drive-inのようにハイフンを入れたかった木幡がR.E.M.のアルバム「New Adventures In Hi-Fi」をもじって名付けた。
2008年にはASIAN KUNG-FU GENERATIONのツアー「Tour 酔杯2008 〜THE FINAL〜」のZepp Sendai, Zepp Sapporo, Zepp Fukuokaの3公演にてオープニング・アクトとして出演。2009年にはthe HIATUSやNothing's Carved In Stoneといった大物バンドのツアーにゲストとして出演した。同年「jupiter jupiter」でメジャーデビューを果たした。
2009年に木村カエラの楽曲「BANZAI」に作曲・プロデュースとして参加した。2011年8月26日に行われたLITEのワンマンライブに「Pirates and Parakeets (w/アチコ, avengers in sci-fi)」「Ghost Dance (w/アチコ, avengers in sci-fi)」で参加し、ライブDVD「Approaches」に収録された。
2011年冬には、初のCM書き下ろし曲「Sonic Fireworks」を発表、2012年には「Sonic Fireworks」を収録した4thアルバム「Disc 4 The Seasons」をリリース。
2013年1月に発売されたAMIAYAのメジャーデビューミニアルバム「TOKYO POP」に、木幡太郎が作詞・作曲を手がけ、avengers in sci-fiがアレンジした「Tokyonese Boy」を収録。同年6月には、結成11年目にして初のベスト盤「Selected Ancient Works 2006-2013」をリリースした。また、同年に公開された短編映画「父の愛人」の音楽を木幡が担当した。
2014年、5thアルバム「Unknown Tokyo Blues」をリリース。
2016年、6thアルバム「Dune」をリリース。「Dune Walk Tour」では、ライブ終演後に来場者がバンドの機材に触れることができた。
2019年にバンド初となるライブ映像作品制作のためのクラウドファンディングを行い、目標額の455%の資金調達に成功。リターンとして出資者には様々なオプションを交えたライブDVDが送られた。
アコースティックセットのavengers in sci-fi(Unplugged)、生楽器を使用しないavengers in sci-fi(in sync)、木幡と稲見によるトラックメイク＆マシンライブユニットのThe Departmentと活動の幅を広げている。

## ディスコグラフィー

### 会場限定CD
1. PLANET ROCK_CD（2008年3月8日、ごく少数のみ通販あり）
2. El Planeta / Death（2011年2月19日）
3. Light Years Apart（2017年3月4日）

### オンライン配信限定
1. Yang 2 （2012年2月4日、iTunesでの限定配信※1）
2. Tokyo Techtonix -Chic City Tour- （2014年5月18日、"Chic City Tour"ツアーチケット購入者特典）
3. Dune （2016年3月9日、先行配信※2）
4. Light Years Apart （2017年4月18日、Spotify限定）
5. True Color （2018年10月12日）
6. 2019 (Street Lights) （2019年1月23日）
7. City Lights （2019年4月5日）
8. Summertime （2019年7月10日）
9. 2019 (in sync) （2019年12月11日）

　　（※1）MICROSONIC TOURにてiTunes Jacket（歌詞カード）が配布された。

　　（※2）Departure Tourにて歌詞カードが配布された。

## ミュージックビデオ
| 監督                          | 曲名 |
| 青木亮二                      | 「Citizen Song」「Dune」                                                                                                 |
| avengers in sci-fi            | 「True Color」 |
| 柿本ケンサク                  | 「Sonic Fireworks」「Yang 2」                                                                                            |
| 越野創太                      | 「Indigo」 |
| 越野創太 / avengers in sci-fi | 「2019 (No Heroes) feat.TENG GANG STARR」                                                                                |
| 小嶋貴之                      | 「Homosapiens Experience (Save Our Rock Episode.1)」「Universe Universe」「Wonderpower」「I Was Born To Dance With You」 |
| 木幡太郎                      | 「Light Years Apart」 |
| 関和亮                        | 「Delight Slight Lightspeed」                                                                                            |
| 竹内大輔                      | 「NAYUTANIZED」 |
| 藤野亜寿香                    | 「Intergalactic Love Song」                                                                                              |

## タイアップ一覧
| 使用年 | 曲名                      | タイアップ                                           |
| ------ | ------------------------- | ---------------------------------------------------- |
| 2010年 | Delight Slight Lightspeed | TOKYO FM『RADIO DRAGON』オープニングテーマ           |
| 2010年 | Delight Slight Lightspeed | チヨダ「セダークレスト」CMソング                     |
| 2011年 | Sonic Fireworks           | MAZDA「アクセラ・デミオ "JAPAN DRIVE Fest"」CMソング |
| 2013年 | Superstar                 | JRA「THE LEGEND 菊花賞編」TV-CMソング                |

## 主なライブ

### ワンマンライブ・主催イベント
- 2007年12月15日 - avengers in sci-fi presents "SCIENCE ACTION"
w/サイプレス上野とロベルト吉野/perfect piano lesson
- 2008年03月08日-04月27日（11公演） - PLANET ROCK TOUR
- 2008年09月21日 - avengers in sci-fi presents "(THE DARKSIDE OF) SCIENCE ACTION"
w/the chef cooks me
- 2009年01月23日-02月28日（17公演） - ACCESS ALL UNIVERSE TOUR
- 2009年07月03日 - avengers in sci-fi presents "SCIENCE ACTION"
w/riddim saunter/group_inou
- 2009年11月12日 - avengers in sci-fi presents "SCIENCE ACTION"
w/rega
- 2010年03月19日-04月03日（6公演） - Crazy Gonna Spacy Tour
w/rega/enie meenie/99RadioService/清竜人
- 2010年09月17日 - avengers in sci-fi presents "SCIENCE ACTION"
w/LOSTAGE/99RadioService
- 2010年11月13日-2011年02月19日（28公演） - Delight Slight Flight Tour
- 2012年02月04日-9日（3公演） - MICROSONIC TOUR -ONE MAN SHOW-
- 2012年05月05日 - 2 yang 1 wrong -Live 4 The Seasons-
- 2012年06月16日-07月19日（10公演） - Force 4 The Future Tour
- 2013年06月23日-27日（3公演） - avengers in sci-fi presents "SCIENCE ACTION"
w/9mm Parabellum Bullet/Sawagi
- 2014年07月12日-19日（3公演） - avengers in sci-fi "Chic City Tour"
- 2014年09月18日-11月03日（12公演） - avengers in sci-fi "Home Chic Tour"
w/a flood of circle/cinema staff/HOLIDAYS OF SEVENTEEN/Mop of Head/The Flickers/LITE/HAPPY/Czecho No Republic/DE DE MOUSE/group_inou
- 2015年02月06日 - avengers in sci-fi presents "Unknown Tokyo"
w/Awesome City Club/Yasei Collective/岩本岳士(QUATTRO)/FREE THROW(DJ)/Littleize records(FOOD)
- 2015年09月04日 - avengers in sci-fi presents "Unknown Tokyo"
w/The Flickers/80KIDZ/ONIGAWARA/FREE THROW(DJ)/WAYNE’S(FOOD)
- 2015年12月05日 - avengers in sci-fi presents "Unknown Tokyo"
w/FOLKS/DATS/Tempalay/FREE THROW(DJ)/WAYNE’S(FOOD)
- 2016年03月11日-18日（3公演） - avengers in sci-fi "Departure Tour"
w/rega/the chef cooks me/HAPPY
- 2016年06月04日-07月10日（9公演） - avengers in sci-fi "Dune Walk Tour"
- 2016年11月03日-24日（6公演） - avengers in sci-fi "Dune Wars Tour"
w/タカハシマイ (Czecho no Republic) (11月3日のみ)
- 2017年03月04日-11日（3公演） - avengers in sci-fi "14 Years Later Tour"
- 2017年06月17日 - avengers in sci-fi presents "15の昼/夜"
バンド初のアコースティックライブ
- 2017年06月25日 - avengers in sci-fi × Shimokitazawa ERA presents "N E W E R A "
- 2017年09月02日 - 15th Anniversary "Futures And Departures"
w/LITE
- 2017年11月10日 - avengers in sci-fi 15th Annversary × mole 11th Anniversary
w/phatmans after school
- 2017年11月17日-26日（3公演） - avengers in sci-fi 15th Anniversary TOUR "SCIENCE Re:ACTION"
「avengers in sci-fi」から「dynamo」までの楽曲に限定したセットリスト
- 2017年12月10日 - avengers in sci-fi 15th Anniversary "Guadalcanal Gattaca(Day/Night)"
w/橙々
- 2018年03月18日 - avengers in sci-fi 15th Anniversary Final "SCIENCE MASSIVE ACTION"
w/9mm Parabellum Bullet/the band apart/THE BAWDIES/the chef cooks me/Czecho No Republic/DATS/DE DE MOUSE/a flood of circle/FREE THROW/フレンズ/FRONTIER BACKYARD/imai (group_inou)/LITE/DJ 石毛輝 (lovefilm/the telephones/Yap!!!)/DJ 松本誠治
- 2018年03月31日 - avengers in sci-fi 15th Anniversary After Party "SCIENCE SLENDER ACTION"
- 2018年11月09日-22日（3公演） - avengers in sci-fi "Pixels Tour"
w/木暮栄一 (the band apart) (11月22日のみ)
- 2018年11月18日 - avengers in sci-fi "Pixels Tour" × mole 12th anniversary "DISCOGRAPH"
w/The Cynical Store
- 2019年04月14日-21日（3公演） - Club Nowhere
VJ: chaosgroove
初日の東京・WWW X公演がDVD「-THE ULTIMATE LIVE- CLUB NOWHERE」に収録されている
- 2019年07月21日,22日 - avengers in sci-fi presents"Unknown Tokyo ～Summer～"
w/DE DE MOUSE/Orland/タイラダイスケ/eitaro sato (indigo la End)/JUDGEMAN/Primula
- 2019年10月27日 - avengers in sci-fi presents"Unknown Tokyo"
w/imai (group_inou)/the SHUWA/弱虫倶楽部/タイラダイスケ(DJ)/斎藤雄 (Getting Better/TIPS)/DJ SHiN
- 2020年02月21日 - avengers in sci-fi presents"Unknown Tokyo 5th Anniversary"
w/the chef cooks me/パソコン音楽クラブ/gato/ravenknee/タイラダイスケ(DJ)

### 出演イベント
- 2007年07月28日 - FUJI ROCK FESTIVAL '07
- 2007年09月02日 - RUSH BALL 2007
- 2008年03月14日 - SXSW 2008 Japan Nite
- 2008年12月28日 - COUNTDOWN JAPAN 08/09
- 2009年03月03日・04日 - サカナクション SAKANAQUARIUM 2009 シンシロ
- 2009年05月06日 - 心響(HIBIKI) ROCK FES. 2009
- 2009年06月03日・04日 - the HIATUS Trash We'd Love Tour 2009
- 2009年06月14日 - RUSH BALL★R
- 2009年08月02日 - ROCK IN JAPAN FESTIVAL 2009
- 2009年10月15日 - スペースシャワー列伝 第78巻 ～Ne(ネオン)の宴～
- 2009年12月09日・21日 - New Audiogram ver.3
- 2009年12月28日 - COUNTDOWN JAPAN 09/10
- 2010年01月08日〜23日 - スペシャ列伝 JAPAN TOUR 2010
- 2010年05月02日 - ARABAKI ROCK FEST.10
- 2010年08月08日 - ROCK IN JAPAN FESTIVAL 2010
- 2010年08月14日 - RISING SUN ROCK FESTIVAL 2010 in EZO
- 2010年08月21日 - MONSTER baSH 2010
- 2010年12月28日 - COUNTDOWN JAPAN 10/11
- 2011年05月29日 - ROCKS TOKYO 2011
- 2011年06月05日 - ［Champagne］ tour 2011 I Wanna Go To Hawaii. ～いや、総長マジで～
- 2011年06月18日 - RUSH BALL★R
- 2011年07月24日 - JOIN ALIVE 2011
- 2011年08月14日 - SUMMER SONIC 2011
- 2011年08月28日 - SPACE SHOWER SWEET LOVE SHOWER 2011
- 2011年09月04日 - RUSH BALL 2011
- 2011年11月12日 - FPP LIVE GO!NEXT7×mole 5th Anniversary -2nd day-
- 2011年12月01日・03日・04日・06日 - 9mm Parabellum Bullet Movement Moment Tour 2011 番外編 ～ avengers in sci-fi Movement ～
- 2011年12月29日 - FM802 ROCK FESTIVAL RADIO CRAZY
- 2011年12月30日 - COUNTDOWN JAPAN 11/12
- 2011年12月31日 - VINTAGE ROCK std. COUNTDOWN "GT2012"
- 2012年02月24日,25日 - HighApps in Taiwan
- 2012年03月17日 - HAPPY JACK
- 2012年03月18日 - ユウベル presents MUSIC CUBE 12
- 2012年03月20日 - FREE THROW vol.60
- 2012年04月26日 - Radio Earth ～avengers in sci-fi × 9mm Parabellum Bullet～
- 2012年05月12日 - FM802 & SPACE SHOWER TV present SWEET LOVE SHOWER 2012 SPRING
- 2012年05月27日 - ROCKS TOKYO 2012
- 2012年06月09日 - 踊るロック×HighApps(木幡太郎のみ)
- 2012年08月03日 - ROCK IN JAPAN FESTIVAL 2012
- 2012年08月09日 - Talking Rock! FES.2012
- 2012年09月01日 - SPACE SHOWER SWEET LOVE SHOWER 2012
- 2012年09月15日 - Yuya Tsuji Presents ETERNAL ROCK CITY.2012
- 2012年09月22日 - AOMORI ROCK FESTIVAL '12 ～夏の魔物～
- 2012年11月29日 - HighApps Vol.08“踊るロック×HighApps”
- 2012年12月07日,8日 - FRONTIER BACKYARD -NEO CLASSICAL-
- 2012年12月28日 - COUNTDOWN JAPAN 12/13
- 2012年12月31日 - Livemasters Inc. 1st Anniversary COUNTDOWN "GT2013"
- 2013年01月14日 - HighApps Vol.10 SPECIAL!! ～2013 New Year Rock Party!～
- 2013年02月02日 - BAYCAMP 201302
- 2013年02月16日 - OL Killer & REPUBLIC presents "college" vol.1
- 2013年04月13日,14日 - ねごと「お口ポカーン!! 卒業旅行は全国ツアー ～GREEN and motion～」
- 2013年03月10日 - NO NUKES 2013
- 2013年05月25日 - TOKYO METROPOLITAN ROCK FESTIVAL 2013
- 2013年06月03日-06月16日（5公演） - HighApps Tours
- 2013年07月21日 - JOIN ALIVE 2013
- 2013年08月04日 - ROCK IN JAPAN FESTIVAL 2013
- 2013年08月11日 - SUMMER SONIC 2013
- 2013年09月01日 - RUSH BALL 15th
- 2013年09月07日 - BAYCAMP 2013
- 2013年11月03日 - SAKURA SONIC 2013 ～マホロワールドをなぞる～
- 2013年11月09日 - music festival "tieemo"
- 2013年11月17日 - POLYSICS対バンツアー2013 帰ってきたULTRA FIGHT OR DIE!!!～良かったらエフェクター1個くれませんか?～
- 2013年11月09日 - tieemo
- 2013年12月29日 - COUNTDOWN JAPAN 13/14
- 2013年12月09日 - MUSICA×HighApps～Winter Party Nights - ROCK & SYMPHONY!～
- 2013年12月28日 - FM802 ROCK FESTIVAL RADIO CRAZY
- 2014年03月21日 - HighApps Vol.18 SPECIAL!! ～スリー・ツー・ワン！SPRING Rock Party～
- 2014年03月30日 - 「SOUND SHOOTER vol.9」ライブ
- 2014年05月04日 - OTOSATA Rock Festival 2014
- 2014年05月09日 - HighApps Vol.18 SPECIAL!! 打ち上げUstream
- 2014年06月01日 - LITE Japan tour 2014「APPROACHES 3」
- 2014年06月06日 - The Flickers presents「SUMMER OF LOVE」
- 2014年06月22日 - the band apart「BONGO e.p.」release live SMOOTH LIKE BUTTER TOUR
- 2014年08月02日 - ROCK IN JAPAN FESTIVAL 2014
- 2014年08月16日 - RISING SUN ROCK FESTIVAL 2014 in EZO
- 2014年09月02日 - ツタロック・スペシャルライブ
- 2014年09月07日 - Jin Rock Festival in KAMO 2014
- 2014年11月16日 - JAPAN CIRCUIT vol.53 WEST ～山崎死闘編～
- 2014年11月23日 - LITHIUM ROCK FESTIVAL 2014
- 2014年12月04日 - 「CAMP FIRE」#OSAKA
- 2014年12月14日 - FRONTIER BACKYARD 10th anniversary presents "10 surroundings"
- 2014年12月28日 - COUNTDOWN JAPAN 14/15
- 2015年03月13日 - ジラフポット Head Held High Tour
- 2015年04月05日 - HighApps SPECIAL!! ～SPRING ROCK PARTY 2015～
- 2015年04月12日 - モルタルレコードpresents『LOCAL FOCUS #8』
- 2015年04月19日 - tieemo 2015 ～spring～
- 2015年05月30日 - Shimokitazawa SOUND CRUISING 2015
- 2015年06月06日 - ジャイアンナイト10周年 「DRF2015 × BAYCAMP」
- 2015年08月08日 - ROCK IN JAPAN FESTIVAL 2015
- 2015年08月22日 - onion night! Lv.56! ～7th Anniversary～
- 2015年09月05日 - TOKYO METROPOLITAN CAMP 2015
- 2015年10月12日 - F.A.D YOKOHAMA presents THE SUN ALSO RISES vol.16

### その他イベント
- 2016年04月09日 - avengers in sci-fi×GiGS 6th Album「Dune」リリース記念イベント "機材解説公開インタビュー Supported by BOSS"
音楽雑誌「GiGS」との連動企画であり、avengers in sci-fiが扱う機材やエフェクターにフォーカスした公開インタビュー形式のイベントであった[17]。
- 2016年05月13日 - avengers in sci-fi"6th Album「Dune」リリース記念公開インタビュー＆LIVE" Supported by 旅と音楽、岩下の新生姜[18]

## 出演

### ラジオ
- avengers in sci-fiの"おいおいやる気だそうぜ！" (FM湘南ナパサ: 毎月第一日曜日 21:00 - 23:00、2019/4/7 - 2020/9/6)
- avengers in sci-fi & miidaの"新おいおいやる気だそうぜ！" (FM湘南ナパサ: 毎月第一日曜日 21:00 - 23:00、2020/10/4 - )